# Strada europea E14
La E14 è una strada europea intermedia con percorrenza est-ovest. Ha inizio nella città norvegese di Trondheim e, dopo un percorso di 461km, fine a Sundsvall, sulla costa svedese.
Le principali località toccate dal percorso sono Trondheim, Storlien, Östersund e Sundsvall.